# Arpella d'antifaç de Madagascar
L'arpella d'antifaç de Madagascar (Polyboroides radiatus) és un ocell rapinyaire de la família dels accipítrids. És endèmic de Madagascar, on es troba principalment en zones de bosc tropical i subtropical. El seu estat de conservació es considera de risc mínim.

## Descripció
És un rapinyaire mitjà que fa uns 68 cm de llargària. Color general gris cendra. Pit i abdomen blanc amb fines vires negres horitzontals. Bec negre i pell nua de la cara rosa o groga.